# Peter Carl Goldmark
Peter Carl Goldmark (2. december 1906 – 7. december 1977) var en ungarsk-født, amerikansk ingeniør, der udviklede et farve-tv-system i 1940 samt LP-pladen i 1948.
Pladerne blev senere introduceret af Goddard Lieberson, som senere blev præsident for Columbia Records.
1. ↑  Navnet er anført på svensk og stammer fra Wikidata hvor navnet endnu ikke findes på dansk.